# Terry Jenner
Terrence James Jenner (ur. 8 września 1944 w Perth, zm. 25 maja 2011 w Adelaide) – australijski krykiecista, praworęczny bowler rzucający w stylu leg spin.
W drużynie Australii wystąpił 10 razy (1970-75).  Po zakończeniu kariery zawodniczej był komentatorem i trenerem krykieta.  Był mentorem Shane Warne'a.